# Nguruman Escarpment
Nguruman Escarpment är en klint i Kenya.   Den ligger i länet Narok, i den sydvästra delen av landet, 100 km sydväst om huvudstaden Nairobi. Nguruman Escarpment ligger 1 436 meter över havet.
Terrängen runt Nguruman Escarpment är varierad, och sluttar brant österut. Runt Nguruman Escarpment är det ganska glesbefolkat, med 21 invånare per kvadratkilometer. Trakten runt Nguruman Escarpment består i huvudsak av gräsmarker.